# Fernand-Lucien Mueller
 (août 2017).
Si vous disposez d'ouvrages ou d'articles de référence ou si vous connaissez des sites web de qualité traitant du thème abordé ici, merci de compléter l'article en donnant les références utiles à sa vérifiabilité et en les liant à la section « Notes et références ».
 (juillet 2017).
Pour les articles homonymes, voir Müller.
Fernand-Lucien Mueller (1903-1978) est un historien suisse de la psychologie.

## Biographie
Fernand-Lucien Mueller est né et mort à Genève (1903-1978), études à Gênes, Zurich et Genève où il obtint une licence ès lettres en 1932 et un doctorat ès lettres en 1941. Privat-docent de philosophie à partir de 1946, Fernand-Lucien Mueller s’est fait connaître par ses études sur Hegel[réf. nécessaire]. Il est nommé professeur d’histoire de la psychologie à l’UNIGE en 1963. Il a été secrétaire général des Rencontres internationales de Genève de 1948 à 1976[réf. souhaitée].
Il était membre du comité de la Société européenne de culture, basée à Venise, avec Umberto Campagnolo et Antony Babel.

## Publications
- La pensée contemporaine en Italie et l'influence d'Hegel, 1941
- La psychologie contemporaine, 1963
- L'irrationalisme contemporain : Schopenhauer, Nietzsche, Freud, Adler, Jung, Sartre, 1970
- Ma jeunesse difficile dans une morne Genève (Le Rameau d'or), 1978 [2]
- Histoire de la Psychologie 1 : de l'Antiquité à Bergson, 1985, Storia della psicologia, 1 janvier 1978